# Iguana-terrestre-das-galápagos
A iguana-amarela ou iguana-terrestre-das-Galápagos (Conolophus subcristatus) é uma espécie de iguana que habita a Ilha de Galápagos.